# Zoom (entreprise)
Pour les articles homonymes, voir Zoom (homonymie).
Zoom Inc. (株式会社ズーム, Kabushiki gaisha Zūmu) est une société japonaise de développement de jeu vidéo basée à Sapporo, fondée en 1988. Elle est représentée par une mascotte, le chat NECO.

## Liste de jeux
- Genocide (1989, X68000)
- Phalanx (1991, X68000)
- Genocide 2: Master of the Dark Communion (1991, X68000)